# 尼加拉瓜食蚊魚
尼加拉瓜食蚊魚，為輻鰭魚綱鯉齒目鯉齒亞目花鳉科的其中一種，分布於中美洲瓜地馬拉至巴拿馬的淡水、半鹹水流域，體長可達3公分，棲息在沙泥底質溪流、河口區，屬於肉食性，生活習性不明。

## 擴展閱讀
維基物種上的相關：尼加拉瓜食蚊魚